# Muganur, Hungund
Muganur là một làng thuộc tehsil Hungund, huyện Bagalkot, bang Karnataka, Ấn Độ.